# Rajendra Prasad
Rajendra Prasad (in hindī राजेन्द्र प्रसाद, Rājēndra Prasāda; Zeeradai, 3 dicembre 1884 – Saduguat Ashram, 28 febbraio 1963) è stato un politico indiano. È stato il primo presidente della Repubblica dell'India indipendente.

## Biografia
Avvocato dal 1911 al 1920, fu presidente dell'INC dal 1934 al 1939, dal 1939 al 1942 e dal 1947 al 1948. Dal 1946 al 1948 fu ministro dell'agricoltura.
Presidente dell'Assemblea costituente dal 1946 al 1949, fu il primo presidente dell'India dal 1950 al 1962.